# 東進ハイスクール
東進ハイスクール（とうしんハイスクール）は、株式会社ナガセによって運営される東京都武蔵野市に本部を置く大学受験予備校。

## 概要
1971年3月に東京都三鷹市で、現社長の永瀬昭幸が東京大学在学中にアパートの一室ではじめた「ナガセ進学教室」にその起源を持つ。
1976年5月に「ナガセ進学教室」を母体に株式会社ナガセを設立した。立ち上げ当時は株式会社方式の予備校として話題を集めた（通常は準学校法人による専修学校・各種学校のため）。
1988年には有名講師を競合予備校からスカウトし、1990年代初頭の大浪人時代のピーク前に「現役中心」の運営体系に切り替えた。授業方式は一部の例外を除いてVODの視聴によるものであり、生授業の予備校のスタイルは全く残っていない。なお大学全入時代となり、浪人生が減少している現在では三大予備校においても、従来の準学校法人方式の校舎運営から切り離した現役生専門校を株式会社方式で関連会社が設立したり、映像授業専門コースなどを取り入れ追随している。
東進の合格実績は高校3年生時在籍していた現役生のみの数字で、講習生や模試のみの生徒を含まない。また東進の東大現役合格実績は、実績を公表している全国すべての塾・予備校の中で最大値となっている。。

## 沿革

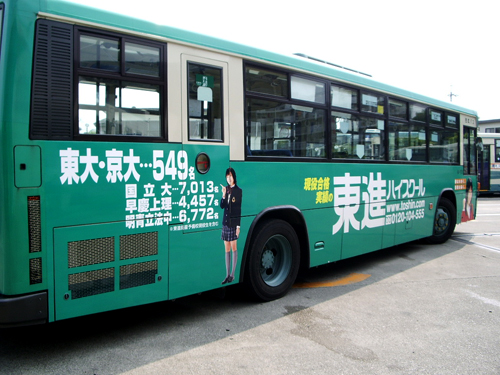
東進の広告を施したラッピングバス（西武バス）

## 校舎
直営の東進ハイスクール（ナガセ直営）は7つの都県に95校舎を展開している。

### 現役生対象校舎
| 都道府県 | 校舎             | 開校年   |
| -------- | ---------------- | -------- |
| 東京     | 吉祥寺南口校     | 1985年   |
| 東京     | 町田校           | 1985年   |
| 東京     | 石神井校         | ～1998年 |
| 東京     | 武蔵境校         | 2003年   |
| 東京     | 調布校           | 2004年   |
| 東京     | 綾瀬校           | 2004年   |
| 東京     | 三軒茶屋校       | 2004年   |
| 東京     | 府中校           | 2004年   |
| 東京     | 市ヶ谷校         | 2004年   |
| 東京     | 武蔵小金井校     | 2004年   |
| 東京     | 北千住校         | 2004年   |
| 東京     | 国分寺校         | 2005年   |
| 東京     | 五反田校         | 2005年   |
| 東京     | 八王子校         | 2005年   |
| 東京     | 門前仲町校       | 2005年   |
| 東京     | 巣鴨校           | 2005年   |
| 東京     | 大泉学園校       | 2005年   |
| 東京     | 高田馬場校       | 2005年   |
| 東京     | 西葛西校         | 2005年   |
| 東京     | 渋谷駅西口校     | 2005年   |
| 東京     | 本郷三丁目校     | 2005年   |
| 東京     | 成増校           | 2005年   |
| 東京     | 茗荷谷校         | 2005年   |
| 東京     | 東久留米校       | 2006年   |
| 東京     | 高円寺校         | 2006年   |
| 東京     | 西新井校         | 2006年   |
| 東京     | 金町校           | 2006年   |
| 東京     | 下北沢校         | 2006年   |
| 東京     | 大井町校         | 2006年   |
| 東京     | 蒲田校           | 2006年   |
| 東京     | 荻窪校           | 2006年   |
| 東京     | 錦糸町校         | 2007年   |
| 東京     | 赤羽校           | 2007年   |
| 東京     | 国立校           | 2008年   |
| 東京     | 練馬校           | 2009年   |
| 東京     | 池袋校           | 2009年   |
| 東京     | 自由が丘校       | 2010年   |
| 東京     | 豊洲校           | 2010年   |
| 東京     | 成城学園前駅校   | 2011年   |
| 東京     | 新宿エルタワー校 | 2011年   |
| 東京     | 立川駅北口校     | 2011年   |
| 東京     | 田無校           | 2012年   |
| 東京     | 千歳烏山校       | 2012年   |
| 東京     | 人形町校         | 2014年   |
| 東京     | 千歳船橋校       | 2017年   |
| 東京     | 船堀校           | 2017年   |
| 東京     | 三鷹校           | 2018年   |
| 東京     | 亀戸校           | 2018年   |
| 東京     | 二子玉川校       | 2018年   |
| 東京     | 中目黒校         | 2020年   |
| 東京     | 勝どき駅上校     | 2025年   |
| 神奈川   | 藤沢校           | 1989年   |
| 神奈川   | 厚木校           | 2001年   |
| 神奈川   | 平塚校           | 2001年   |
| 神奈川   | 青葉台校         | 2004年   |
| 神奈川   | 武蔵小杉校       | 2004年   |
| 神奈川   | 鶴見校           | 2005年   |
| 神奈川   | 川崎校           | 2005年   |
| 神奈川   | 横浜校           | 2006年   |
| 神奈川   | 登戸校           | 2006年   |
| 神奈川   | 新百合ヶ丘校     | 2007年   |
| 神奈川   | たまプラーザ校   | 2007年   |
| 神奈川   | 湘南台東口校     | 2007年   |
| 神奈川   | センター南駅前校 | 2012年   |
| 千葉     | 千葉校           | 1990年   |
| 千葉     | 船橋校           | ～1998年 |
| 千葉     | 津田沼校         | 2001年   |
| 千葉     | 柏校             | 2003年   |
| 千葉     | 新松戸校         | 2003年   |
| 千葉     | 我孫子校         | 2003年   |
| 千葉     | 松戸校           | 2003年   |
| 千葉     | 海浜幕張校       | 2004年   |
| 千葉     | 稲毛海岸校       | 2004年   |
| 千葉     | 新浦安校         | 2005年   |
| 千葉     | 北習志野校       | 2006年   |
| 千葉     | 南柏校           | 2006年   |
| 千葉     | 八千代台校       | 2006年   |
| 千葉     | 成田駅前校       | 2008年   |
| 千葉     | 市川駅前校       | 2009年   |
| 埼玉     | 川越校           | 1985年   |
| 埼玉     | 南浦和校         | 1990年   |
| 埼玉     | 春日部校         | ～1998年 |
| 埼玉     | 与野校           | 2004年   |
| 埼玉     | 小手指校         | 2004年   |
| 埼玉     | 浦和校           | 2004年   |
| 埼玉     | 所沢校           | 2004年   |
| 埼玉     | 大宮校           | 2005年   |
| 埼玉     | せんげん台校     | 2007年   |
| 埼玉     | 草加校           | 2008年   |
| 埼玉     | 志木校           | 2010年   |
| 埼玉     | 川口校           | 2010年   |
| 茨城     | 取手校           | 2003年   |
| 茨城     | つくば校         | 2005年   |
| 静岡     | 静岡校           | 1991年   |
| 奈良     | 奈良校           | 1991年   |

### 本科生（高卒生）対象校舎
| 都道府県 | 校舎               | 開校年 |
| -------- | ------------------ | ------ |
| 東京     | 新宿校大学受験本科 | 2015年 |

### 閉鎖校舎
| 都道府県 | 校舎           | 開校年 | 閉鎖年 |
| -------- | -------------- | ------ | ------ |
| 東京     | 聖蹟桜ヶ丘校   | 2005年 | 2009年 |
| 東京     | 大森校         | 2006年 | 2008年 |
| 東京     | 早稲田校       | 2006年 | 2008年 |
| 東京     | 光が丘校       | 2006年 | 2009年 |
| 東京     | 九段下校       | 2006年 | 2012年 |
| 東京     | 都立大学駅前校 | 2004年 | 2025年 |
| 埼玉     | 新所沢校       | 2004年 | 2009年 |
| 埼玉     | 上福岡校       | 2004年 | 2009年 |
| 千葉     | 天王台校       | 2003年 | 2004年 |
| 千葉     | 行徳校         | 2004年 | 2012年 |
| 千葉     | 土気校         | 2006年 | 2020年 |
| 茨城     | 荒川沖校       | 2004年 | 2012年 |
| 茨城     | 土浦校         | 2007年 | 2020年 |
| 長野     | 長野校         | 1991年 | 2023年 |
| 大阪     | 大阪校         | 1990年 | 1999年 |
| 奈良     | JR奈良駅前校   | 2001年 | 2021年 |

## 東進衛星予備校
東進衛星予備校（とうしんえいせいよびこう）は、株式会社ナガセによって経営される東進ハイスクールの部門の一部（予備校）。1985年に開校した東進ハイスクールが、1991年に衛星授業サテライブを開始し、自校舎への映像配信システムを他の学習塾が利用できるシステムに発展させたものが東進衛星予備校で、全国に約1000校を展開している。経営の体系はフランチャイズ方式を用いている。
当初は東進ハイスクールでは生授業が行われていたので東進衛星予備校は衛星授業を行う部門として位置づけられていたが、現在は東進ハイスクールでも特別公開授業などを除いて生授業を廃止したため、直営校が東進ハイスクール、フランチャイズ校が東進衛星予備校という違いがあるだけで、学習システムや各種コンテンツの内容は同一のものとなっている。

## 模擬試験
東進模試（とうしんもし）は、大学受験などの対策として、株式会社ナガセ（社長・永瀬昭幸）が運営する東進ハイスクール、東進衛星予備校が実施している模擬試験の総称。
2014年度まで、すべての模試で相対評価方式ではなく、絶対評価方式を採用していた（ただし、本番換算の形で偏差値が出ることもある）が、現在は『絶対評価』と『相対評価』を組み合わせた形となっている。2023年度実施分の受験生（高3卒）対象の模試に関して、高卒生は1浪までしか受験ができない（2浪以上は原則不可）。

### 種類

#### 共通テスト本番レベル模試
大学入学共通テスト対策模試。受験対象は受験生・高2生・高1生。年4回、6月、10月を除く偶数月(6月、10月は全国統一高校生テストのため非実施)に実施している。
レベルは4回とも、実際の共通テストと同じレベルに合わせてある(前述の絶対評価のため）。そのため、志望大の判定は点数で、「第一志望合格まであと○点」といった表示となる。また、判定は問題の難易度に影響される。
試験時間、問題量、問題形式や傾向、解答方式は実際の共通テスト(試行テスト)に準じている。ただし、英語のリスニングは全受験者がICプレーヤーを使用しない。理科(2)や地歴・公民では科目ごとに別冊子になっており、共通テスト本番のように余った時間で次の科目を解くことはできない。
試験日の4日後（最短時）に成績表が返却され、英語、数学(1)(2)、国語は後日VODで東進講師による解説授業を見ることができる。ただし、最終共通テスト本番レベル模試（12月）と共通テスト同日体験受験（後述）の場合、その他の理科や社会も見ることができる。採点講評などがインターネット上に公開されておりリスニングも聞くことができる。
この他、共通テスト本番レベル模試に準ずるものとして、次にあげるような模試がある。
全国統一高校生テスト
6月と10月に実施され、無料で受験出来る。試験内容は共通テスト本番レベル模試と同様であるため、共通テスト本番レベル模試は実質偶数月に実施されている。試験実施後に成績上位者の表彰と復習ツールの公開が東進の公式サイトで行われる。
共通テスト同日体験受験
大学入学共通テスト当日に、実際に出題された問題を時間差で受験するもの。厳密には模試ではない。受験料は特別に招待するため無料となっている。共通テスト本番レベル模試と同じ成績表が返却される。
高校生レベル（マーク・記述）模試
共通テスト出題範囲が未了の高2・高1向けの模試。出題内容は共通テストに準じていない。必須問題のほか，英語・国語については高2向け・高1向けの選択問題があり，数学は履修状況に応じた選択問題を解答する。高2は7月実施までが対象。

#### 大学合格基礎力判定テスト
旧：対志望大基礎学力判定テスト。生徒の基礎学力のどこが欠けているのかを分析するために行われる模試。全生徒が受験できる。教科は国語、数学（Ⅰ・AとⅡ・B）、英語。原則的にマークシート方式。かつては記述式の英作文や課題作文（国語）の出題もあったが、2010年度以降はマークシート方式の問題のみの出題である。
大問は分野ごとに分かれており（例：英語なら「単語」「熟語」「文法構文」「長文読解」など）、その分野ごとに制限時間が決定されている（例：英語の第1問「単語」は10分）。成績は分野ごとに算出される。そのため、問題冊子は独特の袋とじになっており、大問毎に該当部分を開封する仕組みになっている（開封に要する時間はカウントされない）。なお解答に要する時間も成績算出に影響するため、時間が余っても次の大問に進んだり、手前の問題に戻ってはいけない。

#### 二次試験対策模試
二次試験対策模試は学力の総合的な能力を測る試験である。国公立大学志望者向けの「全国国公立大記述模試」が年度ごとに計５回、私立大学志望者向けの「早大・慶大レベル模試」、「上理・明青立法中レベル模試」、「関関同立レベル模試」が年度ごとにそれぞれ計４回あり、各大学への個別の対応力をはかる「東大」「京大」「一橋大」「科学大」「北大」「東北大」「名大」「阪大」「九大」「神大」「千葉大」の本番レベル模試が用意されている。

## 東進育英舎
株式会社東進育英舎（とうしんいくえいしゃ）は、ナガセのグループ企業である。茨城県北において進学塾や予備校を経営している。
会社概要
- 本社： 茨城県水戸市
- 事業： 進学塾・予備校の運営。

沿革
- 1991年 - 「株式会社育英舎教育研究所」をナガセが買収。
- 2010年 - 東進育英舎に社名変更。

## 東進四国
株式会社東進四国（とうしんしこく）は、ナガセのグループ企業である。松山市を中心に愛媛県において進学塾や予備校を経営している。
もともとは地場経営の進学塾・予備校「進級スクール」だった。
会社概要
- 本社： 愛媛県松山市
- 事業： 進学塾・予備校の運営。

沿革
- 1976年 - 「株式会社学英社」設立。のちに「株式会社進級スクール」に変更
- 1989年 - ナガセのフランチャイズに加盟し「東進衛星予備校」を開設。
- 2005年 - 創業オーナーが進級スクールの経営権をナガセに譲渡。
- 2007年 - 進級スクールが東進四国に社名変更。

## 講師
太字は東大特進コース担当講師である。

### 英語
- 安河内哲也
- 今井宏
- 渡辺勝彦
- 宮崎尊
- 大岩秀樹
- 武藤一也
- 慎一之
- 土岐田健太
- 西田昌史
- 香川龍志郎
- ニック・ノートン
- 駒橋輝圭
- 高山のぞみ

### 国語・小論文

#### 現代文
- 林修
- 西原剛
- 輿水淳一
- 永井玲衣
- 武川晋也

#### 古文
- 栗原隆
- 伊東潤
- 富井健二
- 三羽邦美
- 吉田裕子

#### 漢文
- 三羽邦美
- 寺師貴憲
- 磯部幸久

#### 小論文
- 永井玲衣
- 石関直子
- 正司光範

### 数学
- 志田晶
- 大吉巧馬
- 青木純二
- 長岡恭史
- 松田聡平
- 河合正人
- 宮嶋俊和
- 沖田一希
- 寺田英智
- 山之内聖拡
- 澤村光弘
- 原田知也
- 堀西彰
- 石綿夏委也
- 水谷千治
- 吉原修一郎
- 住吉千波
- 中村悠人

### 理科

#### 物理
- 苑田尚之
- 宮内舞子
- 三宅唯
- 橋元淳一郎
- 高柳英護
- 稲垣満
- やまぐち健一（客員講師）

#### 化学
- 鎌田真彰
- 大西哲男
- 樹葉瑛士
- 岸良祐
- 立脇香奈
- 橋爪健作

#### 生物
- 飯田高明
- 緒方隼平
- 山口学
- 坂井真弥
- 田部眞哉

#### 地学
- 青木秀紀

### 地理歴史・公民

#### 日本史
- 井之上勇
- 金谷俊一郎
- 山中裕典

#### 世界史
- 荒巻豊志
- 加藤和樹
- 清水裕子
- 田中拓雄（客員講師）

#### 地理
- 村瀬哲史
- 山岡信幸

#### 公民
- 執行康弘
- 清水雅博

### 情報
- 渡辺さき

### 過去に在籍していた講師
- 佐藤忠志（英語）
- 瀧山敏郎（英語）
- 荻原雄一（現代文）
- 伊藤賀一（日本史）
- 永田達三（英語）
- 荻野文子（古文）
- 関正生（英語）
- 神山睦美（現代文・小論文）
- 柳生好之（現代文）
- 福崎伍郎（英語） - 2015年3月
- 野島博之（日本史） - 2015年3月
- 宗慶二（現代文）
- 斎藤整（世界史）
- 高橋法彦（物理）
- 板野博行（現代文・古文） - 2020年1月[8]
- 出口汪（現代文）  - 2020年3月
- 吉野敬介（古文）- 2020年3月
- 森田鉄也（英語）- 2020年3月
- 高橋和明（地理） - 2020年3月
- 西きょうじ（英語） - 2021年1月 2021年1月8日発売のFRIDAY[9]等の記事[10][11]により、この日をもって東進を契約解除となった[12]。
- 藤原進之介（情報） - 2024年3月

## CM
- 2012年9月 -「全国統一高校生テスト 試験会場篇」
- 2013年
  - 2月 -「生徒への檄文篇」
  - 3月 -「東大合格速報篇」
  - 6月 -「生徒への檄文篇」
  - 9月 -「全国統一高校生テスト篇」、「全国統一中学生テスト篇」
- 2014年
  - 2月 -「合格報告篇（早慶）」
  - 3月 -「合格報告篇（東大）」
  - 4月 -「生徒への檄文篇」
  - 6月 -「夏期特別招待講習篇」
  - 8月 -「生徒への檄文篇」
  - 9月 -「全国統一高校生テスト篇」、「全国統一中学生テスト篇」
- 2015年
  - 3月 - ｢合格桜ポスター篇」、「講師篇（東大）」
  - 4月 -「生徒への檄文篇」[13]